# Kotmanová
Kotmanová és un poble i municipi d'Eslovàquia. Es troba a la regió de Banská Bystrica. La primera menció escrita de la vila es remunta al 1393.

## Demografia
| Godina             | 1994 | 2004   | 2014   | 2024    |
| ------------------ | ---- | ------ | ------ | ------- |
| Nombre de persones | 367  | 357    | 323    | 259     |
| Diferència         |      | −2,72% | −9,52% | −19,81% |

| Godina             | 2023 | 2024   |
| ------------------ | ---- | ------ |
| Nombre de persones | 263  | 259    |
| Diferència         |      | −1,52% |